# 勒松拉拜
勒松拉拜（法語：Ressons-l'Abbaye，法語發音：[ʁəsɔ̃ labei]）是法国瓦兹省的一个旧市镇，属于博韦区。2017年1月1日，勒松拉拜与邻近的2个市镇合并为新市镇拉德雷讷。

## 地理
勒松拉拜（49°18'8"N, 2°5'16"E）面积5.43 平方千米，位于法国上法蘭西大區瓦兹省，该省份为法国北部内陆省份，北起索姆省，西接厄尔省和滨海塞纳省，南至塞纳-马恩省和瓦兹河谷省，东临埃纳省。
与勒松拉拜接壤的市镇（或旧市镇、城区）包括：科尔贝伊塞尔、勒代吕日、拉讷维尔多蒙、圣克雷潘伊布维莱尔、瓦尔当皮埃尔。
勒松拉拜的时区为UTC+01:00、UTC+02:00（夏令时）。

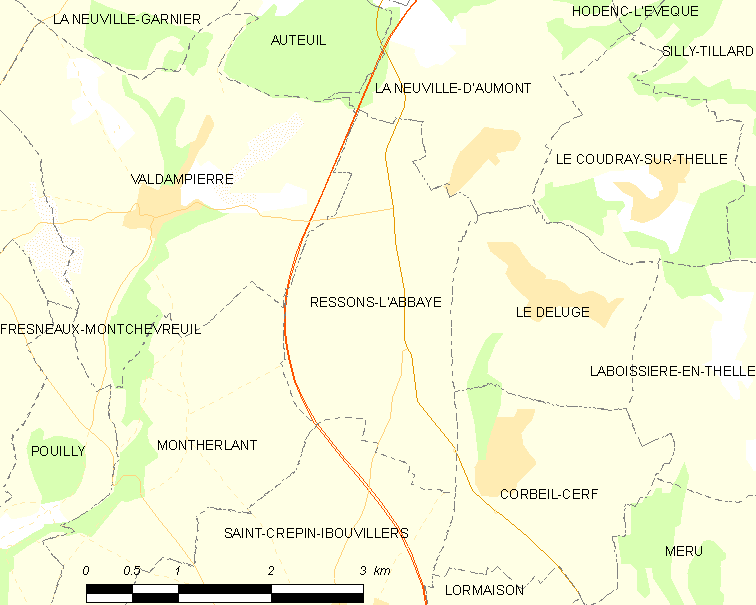
勒松拉拜的OSM定位图

## 行政
勒松拉拜的邮政编码为60790，INSEE市镇编码为60532。

## 政治
勒松拉拜所属的省级选区为韦克桑地区肖蒙县。

## 人口

1962-2008年间勒松拉拜人口变化图示

勒松拉拜于2018年1月1日时的人口数量为123人。